# Cá bơn vỉ
Cá bơn vỉ (danh pháp hai phần: Paralichthys olivaceus) là loài cá bản địa của vùng tây bắc Thái Bình Dương.
Loài cá này được nuôi ở bán đảo Triều Tiên, Nhật Bản, Trung Quốc.

## Hình ảnh

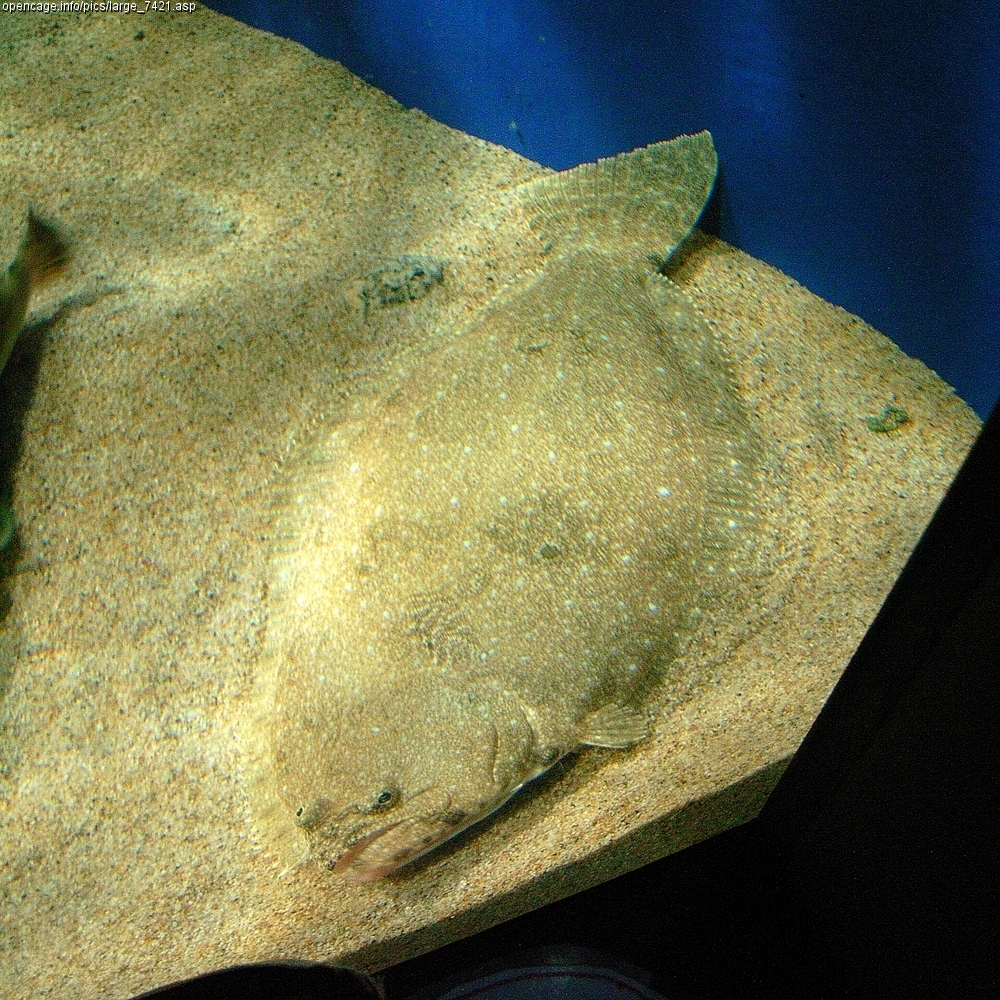
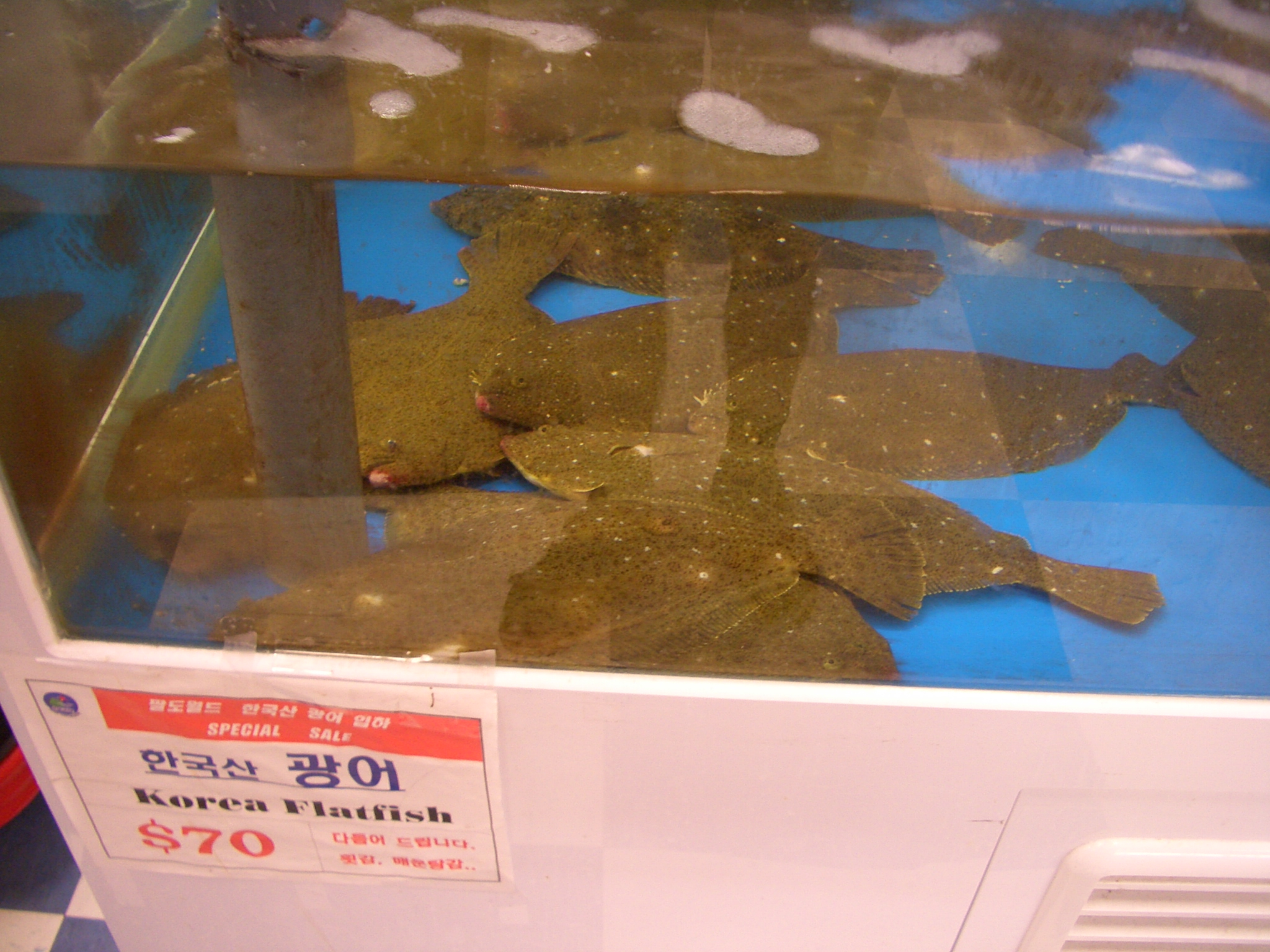
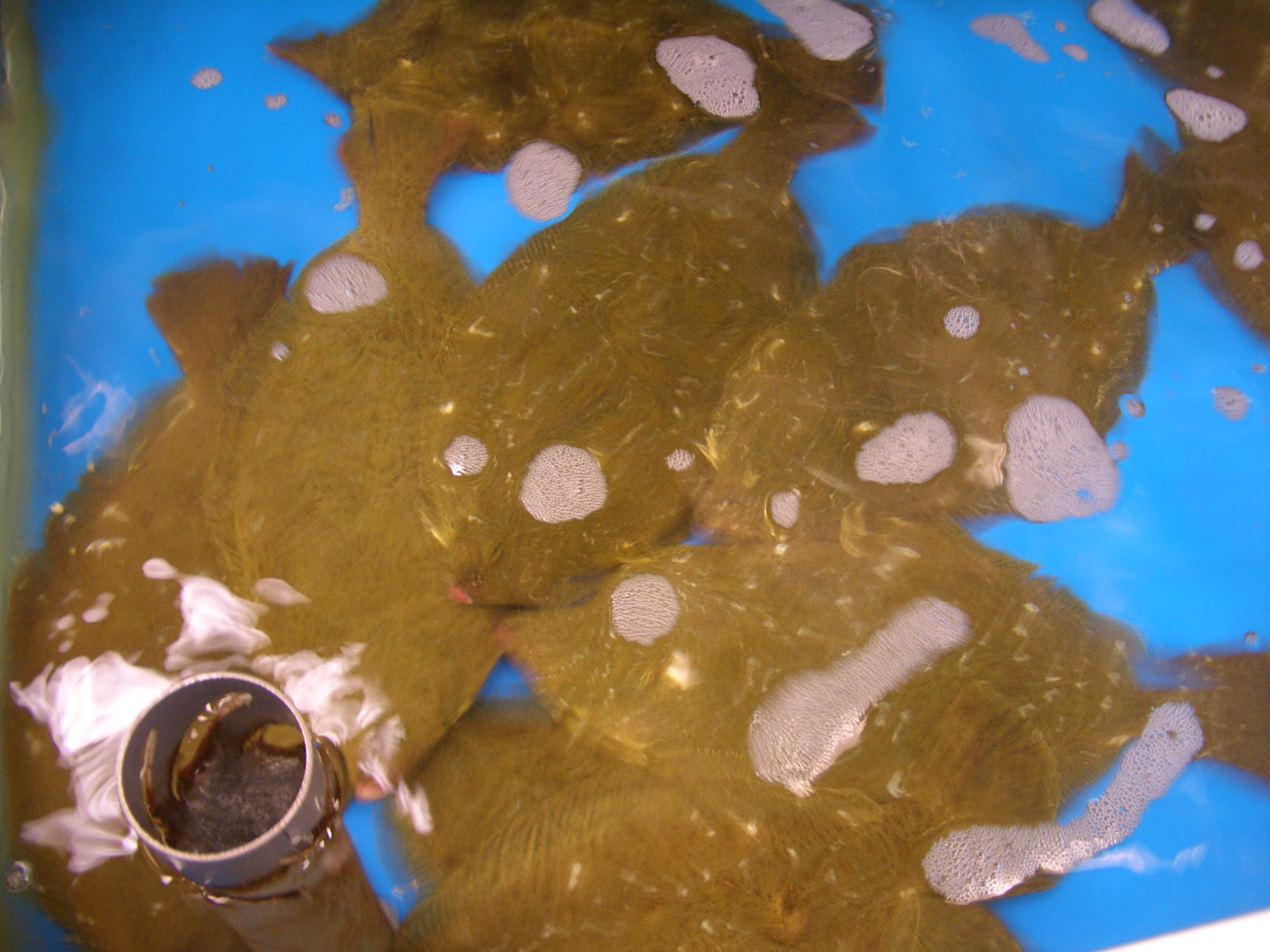